# Arima
Arima är en stad på Trinidadön i Trinidad och Tobago. Den är Trinidad och Tobagos fjärde största storstadsområde. Den ligger på norra och centrala Trinidad. Vid 2006 års folkräkning uppgick befolkningen till 34 849.
Arima bad drottning Victoria av Storbritannien om att få bli kommun vid hennes guldjubileum 1887. Detta blev verklighet den 1 augusti 1888.